# 法伊斯尼茲-施陶湖

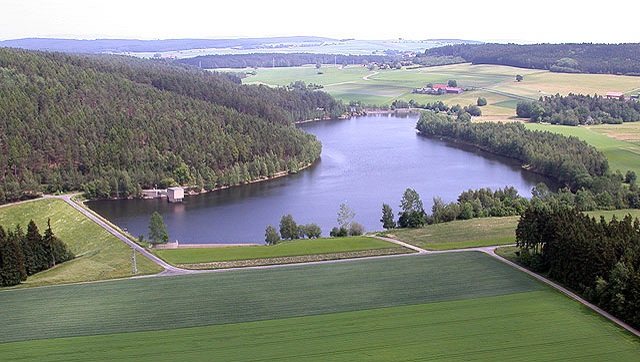

50°2′0″N 12°11′0″E / 50.03333°N 12.18333°E
法伊斯尼茲-施陶湖（德語：Feisnitz-Stausee），是德國的水庫，位於該國東南部，由巴伐利亞州負責管轄，處於菲希特爾山脈，長1.3公里，面積0.16平方公里，水體容量13萬立方米。